# ASTRO-E

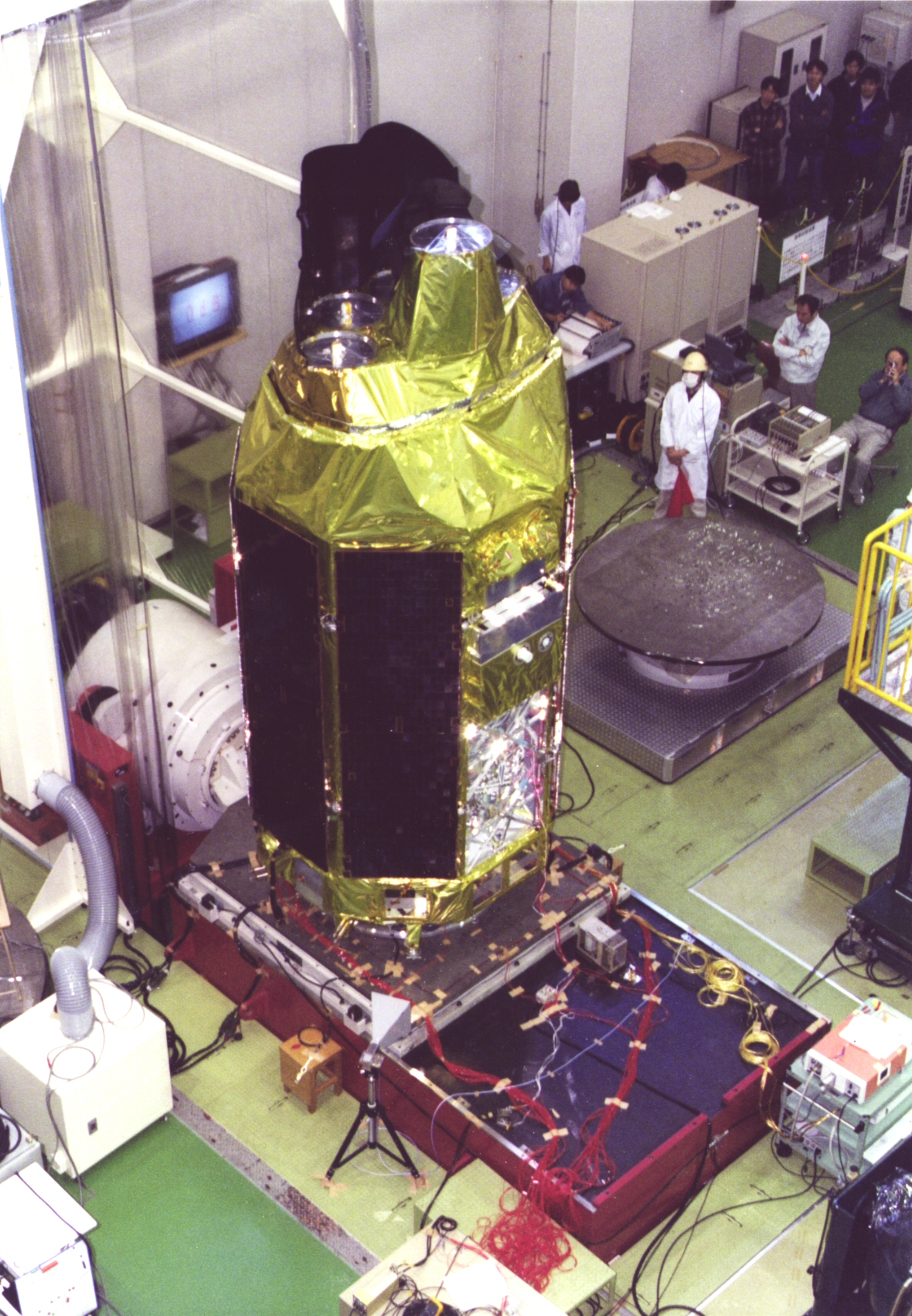
ASTRO-E (NASA)

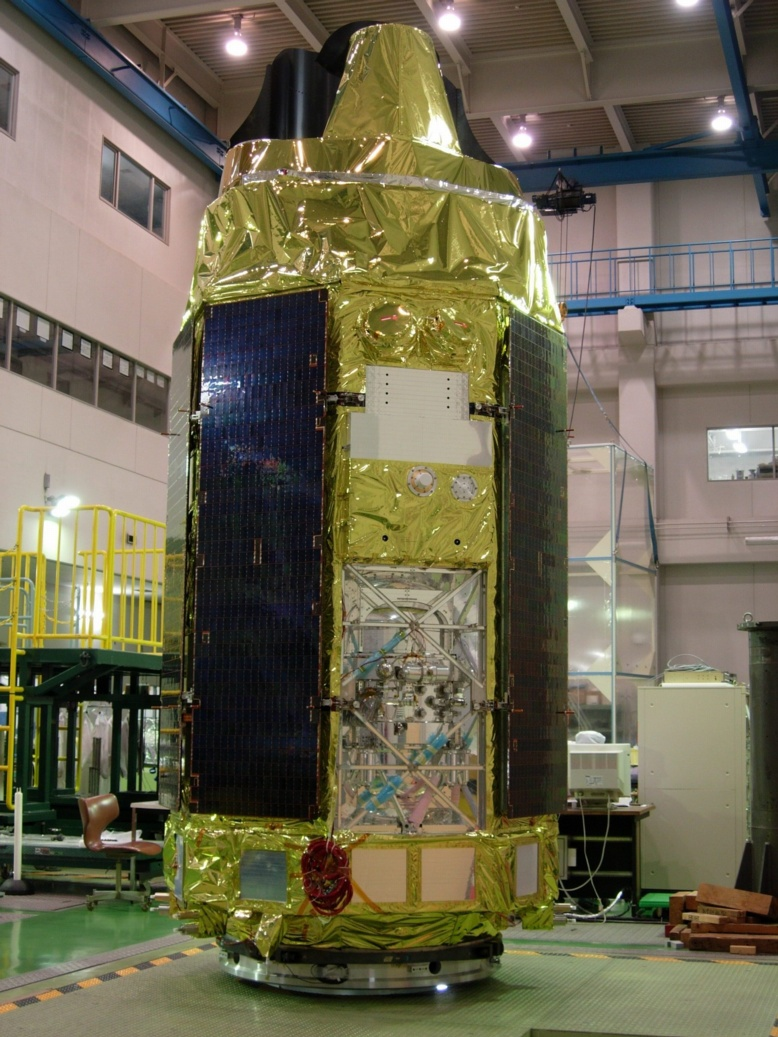
Astro-E2 (NASA)

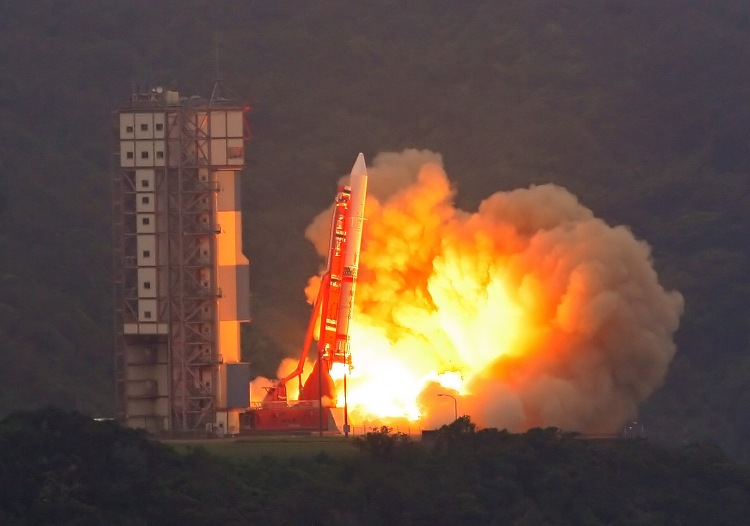
M-V-Rakete startet ASTRO-E2

ASTRO-E ist die Bezeichnung zweier japanischer Weltraumteleskope für Röntgenastronomie. Der zweite Satellit ASTRO-E2 erhielt nach dem Start den Namen Suzaku nach einem Vogel der asiatischen Mythologie.
ASTRO-E wurde als fünfter japanischer Röntgensatellit vom japanischen Institut für Weltraumforschung ISAS, seit 2003 Teil der JAXA, gemeinsam mit der NASA entwickelt. ASTRO-E deckt mit drei Instrumenten den Energiebereich 0,2–600 keV ab. Gegenüber anderen Röntgensatelliten zeichnet er sich besonders durch sein empfindliches und hoch auflösendes Röntgenspektrometer (engl. x-ray spectrometer, XRS) aus, das die Energie der eintreffenden Röntgenphotonen über ihre Wärmefreisetzung in einem gekühlten Detektor sehr genau misst.
Die ursprüngliche ASTRO-E-Mission scheiterte am 10. Februar 2000 um 01:30 Uhr UTC durch eine Fehlfunktion der M-V-4-Rakete, durch die der Satellit nicht die geplante Umlaufbahn erreichen konnte.
Im Jahr 2001 wurde mit dem Bau des Ersatzsatelliten ASTRO-E2 begonnen, dessen Start am 10. Juli 2005 um 3:30 Uhr UTC mit einer M-V-6-Rakete vom Uchinoura Space Center erfolgte. Die Bordsysteme und die Instrumente wurden zunächst erfolgreich in Betrieb genommen, jedoch wurde am 8. August 2005 festgestellt, dass das gesamte flüssige Helium, das zur Kühlung des Detektors des Röntgenspektrometers auf minus 273,09 °C verwendet werden sollte, verdampft ist. Dadurch können die mit diesem Instrument geplanten Beobachtungen nicht mehr durchgeführt werden. Die beiden anderen Instrumente des Satelliten – XIS (X-ray Imaging Spectrometer) und HXD (Hard X-ray Detector) – können weiterhin betrieben werden.

## Weitere japanische Satelliten zur Röntgenastronomie
- Hakuchō (CORSA-B, 1979)
- Tenma (ASTRO-B, 1983)
- Ginga (ASTRO-C, 1987)
- Advanced Satellite for Cosmology and Astrophysics (ASTRO-D, 1993)
- Hitomi (ASTRO-H, 2016)